# Francisco de Zurbarán
Francisco de Zurbarán (Fuente de Cantos, 7. studenog 1598. – Madrid, 27. kolovoza 1664.) je uz Diega Velázqueza bio vodeći slikar španjolskog baroka.

## Životopis
Prošavši utjecaj sevillske škole Zurbarán je već s 20 godina u Liereni osnovao vlastitu radionicu u kojoj je naslikao prizore za 21 sliku namijenjenu Crkvi sv. Magdalene u Sevilli.
Godine 1629. imenovan je službenim slikarom grada Seville te se ondje nastanio.
Od 1638. god. bio je dvorski slikar Filipa IV., a 1658. preselio se u Madrid, gdje je i umro.
God. 1756. Richard Trevor, princ Durhama od 1752. do 1771. god, donio je u Aucklandski dvorac 12 od njegovih 13 portreta Jakova i njegovih 12 sinova, gdje se nalaze i dan danas. 

## Djela
Slikao je portrete pobožnih likova, redovnike i svece u meditaciji i molitvi, smješteni u nejasan prostor pun sjenki, premda sami likovi posjeduju masivnu čvrstoću poput skulptura. Vrhunac predstavlja Viđenje sv. Petra Nolasca (1629.). U početku ih karakteriziraju oštri kontrasti kjaroskura odavajući utjecaje Caravaggia, a potom se nazire meki stilski izraz B. Murilla.
Slikao je i mrtve prirode u kojima majstorsku uporabu boje naglašava briljantna intenzivnost svjetlosti. Njegove dramatične mistično-religiozne kompozicije iz života svetaca i redovnika (ciklusi slika iz života sv. Bonaventure u Sevilli, 1629.) istodobno su idealizirani i realistični, a svakodnevni predmeti su prožeti osjećajem svetosti.

## Galerija
- Rođenje Djevice
- Sv. Casilda od Burgosa
- Sv. Franjo
- Bezgrešno zaćeće
- Bodegón
- Krist i Djevica u Nazaretu
- Mlada Gospa
- Sv. Franjo u meditaciji